# عثمان ندوي
عثماني ندوي (Ousmane N'Doye)، من مواليد 21 مارس 1978 في ثييس في السنغال، لاعب كرة قدم سنغالي.
بدأ مسيرته الكروية مع نادي دياراف في موسم 1997/1998، وفي عام 1998 انتقل إلى نادي جياني دارك، ولعب معهم حتى عام 2002، وفي عام 2002 انتقل إلى نادي تولوز الفرنسي، ولعب معهم حتى عام 2004، وشارك معهم في 39 مباراة وسجل 5 أهداف، وفي عام 2004 أعير إلى نادي لورينت الفرنسي، ولعب معهم 9 مباريات، وفي عام 2004 انتقل إلى نادي إسترويل براغا البرتغالي، ولعب معهم 12 مباراة وسجل 3 أهداف، وفي عام2005 انتقل إلى نادي بينافيل البرتغالي، وشارك معهم في 27 مباراة وسجل 7 أهداف، وفي عام 2006 انتقل إلى نادي أكاديميكا وهو يلعب معهم حتى الآن، وفي عام 2006 أعير إلى نادي الشباب السعودي، وفي عام 2007 أعير إلى نادي الإتفاق السعودي.
منذ عام 2003 وهو يلعب مع منتخب السنغال لكرة القدم.

## روابط خارجية
- عثمان ندوي على موقع الاتحاد الدولي (مؤرشف)  (الإنجليزية)
- عثمان ندوي على موقع رابطة كرة القدم الفرنسية للمحترفين (الإنجليزية)
- عثمان ندوي على موقع قاعدة بيانات كرة القدم.إي يو (الإنجليزية)
- عثمان ندوي على موقع ناشيونال فوتبول تيمز (الإنجليزية)
- عثمان ندوي على موقع Soccerway.com (الإنجليزية)
- عثمان ندوي على موقع عالم كرة القدم.نت (الإنجليزية)
- عثمان ندوي على موقع كووورة